# Cyttarops alecto
Cyttarops alecto é uma espécie de morcego da família Emballonuridae. Pode ser encontrada no norte da América do Sul.